# Prêmio Tubal Siqueira
O Prêmio Tubal Siqueira é uma iniciativa da TV Integração (afiliada da Rede Globo no Triângulo Mineiro e na Zona da Mata). A premiação surgiu em 2006 com o objetivo de incentivar e reconhecer talentos da comunicação, além de contribuir para o desenvolvimento do mercado publicitário através da premiação dos trabalhos mais criativos. Hoje, o Prêmio Tubal Siqueira é a mais importante premiação publicitária do interior de Minas Gerais.
O concurso é aberto aos profissionais de agências publicitárias e estudantes do curso de Comunicação Social. Podem concorrer todos os comerciais veiculados na área de cobertura da TV Integração e da TV Panorama no ano anterior ao prêmio.

## Categorias
O Prêmio é dividido em 6 categorias e as inscrições devem ser realizadas pelos interessados de acordo com a categoria de cada peça ou conjunto de comerciais. As categorias são:
- MERCADO – Comercial de Produto ou Serviço. Entram na categoria Mercado os comerciais cuja mensagem possui especificações de determinado produto, marca ou serviço prestado por uma empresa, sem conter preços.

- VAREJO – Comercial que apresenta Preço. Entram na categoria Varejo os comerciais cuja mensagem comunica claramente o preço do produto. Portanto, para ser enquadrado nessa categoria, deve constar no comercial o preço do produto/serviço ou seu respectivo diferencial de desconto ou parcelamento (prazo).

- CAMPANHA – Conjunto de comerciais de produto/serviço assinado por um mesmo anunciante e que tenha tema e/ou elementos em comum. Entra na categoria Campanha o conjunto de duas ou mais peças que contenham mensagens de caráter institucional ou promocional.

- RÁDIO – melhor comercial de rádio, independente da categoria, veiculado em pelo menos um dos meios: Globo Cultura AM, Cultura FM (Uberlândia), Regional FM (Araguari).

- INTERNET - melhor banner veiculado no portal Mega Minas.

- ACADÊMICA/INSTITUCIONAL – Categoria voltada para os estudantes. Concorrem peças isoladas criadas com o objetivo de promover uma ação social de acordo com um determinado tema pré-estabelecido pela organização do prêmio.